# ローソンパス
ローソンパスは、かつて株式会社クレディセゾン（セゾン）が株式会社ローソンと提携し発行していたクレジットカードである。2007年のマイローソンポイント募集開始以前は、クレジット機能を除いたポイントカード「ローソンパスジュニア」も発行されていた。2010年3月1日をもって、ローソンPontaカードに移行した。

## 概要
- 2002年2月8日に株式会社ローソン・シーエス・カード（ローソンCSカード）が設立され[1]、同年7月より本格的に「ローソンパス（ハウス／ジュニア）の発行を開始。
  - これ以前は旧ダイエーオーエムシーとの提携によるOMC-VISAブランド付の「ローソン（ステーション）カード」が1990年より発行されていた。しかし、ダイエーの経営改善策として2001年にローソン株が三菱商事へ、2002年9月にダイエーオーエムシー株が武富士へ（2007年に三井住友フィナンシャルグループへ）それぞれ売却されダイエーグループ間の結束が薄れたことから、ローソンとオーエムシー間の提携を打ち切り、旧ローソンカード会員は順次「OMC一般カード」へ差し替えられ、任意で「ローソンパス（ハウス）」を申し込む形態となった。
  - この時期のキャッシング利率は、大半の会社が利息制限法の上限を越えていた。ローソンカードの場合1万円につき1日7円。1年で、2555円の利息となっていた。これは年率25%という高利のグレーゾーン金利であり、のちのちかなりの数の過払金の返還訴訟を抱えることとなった。
  - ローソン子会社であるローソンチケットが募集している「LEncore」カードについては、現在もOMC提携カードであるが、ローソン店舗における扱いは“一般のクレジットカード”であり、ローソンパス・ローソンポイントとしての機能は無い。
- 2004年より、既存のローソンパス（ハウス）の一部会員を対象に「ローソンパスVISA」への切替募集が開始され、2005年からは店舗やインターネット公式サイト上でも新規入会者向けの募集が開始された。
- 2006年2月末より「JMBローソンパスVISA」の募集が開始。
- 2008年9月1日にセゾンがローソンCSカードを吸収合併し[2]、以降はセゾンが発行している。
- 「ローソンパスVISA」・「JMBローソンパスVISA」については、合併に伴い≪セゾン≫カードブランドの提携カードの一種になったことから、数度のシステム改修を経て2009年2月下旬より、西友での「≪セゾン≫カード感謝デー（請求時に5%割引）」の適用対象となった。しかし、西友とローソンは過去を含め無関係の同業他社であることから、2009年3月時点では「ローソンパス」単独の公式サイトには掲載されていない。
- ポイントサービスについては、2010年3月1日に三菱商事が中心のポイントプログラム「Ponta」に全面移行した。切り替え直前の2010年2月26日から28日まで（Loppiでは3月1日午前5時まで）は獲得ポイントの使用ができず、獲得ポイントの反映も3月1日以降に行われる。既存のカードはそのまま新システムに移行されたため、切替等は不要。この移行時に現行の一部のサービスが終了した。

## カードの種類
ローソンパスVISA
国際ブランドはVISAである。年会費は永年無料。発行会社がローソンCSであった時からセゾンのイシュア（発行権）とプロセシングなどのインフラを用いていた。2008年9月にクレディセゾンとなってからは、正式にセゾンカードロゴが券面に付くようになった。年会費は無料。
- JMBローソンパスVISA

株式会社日本航空インターナショナル（JAL）と提携し、「ローソンパスVISA」にJAL ICサービスとJALマイレージバンクが付加されている。セゾン系カードでは唯一JALと提携しており、JAL IC用途にFelicaが搭載されている。また、このカードに限り、【10000JMBマイルを10000ローソンポイント】へ、【2ローソンポイントを1JMBマイルへ】相互交換することが出来る。年会費は永年無料である。2011年10月1日よりJAL ICカード発行手数料（500円／税込）が無料になった。
- 郵政福祉ローソンパスVISA

2002年から2004年にかけての日本郵政公社（現日本郵政グループ）とローソンの郵便事業に関する提携によって、郵政関連の福利厚生団体である郵政福祉（旧:郵政弘済会）の共済員向けに募集を行っている。デザインはローソンパスVISAの上部3分の一程度を「ゆうせいレッド」色としたものである。
ローソンパス（ハウス）
2002年当初からローソンパスVISAの新規募集が開始される2005年まで募集されていた、ローソンのみで取り扱える「ハウスカード」である。支払方法はリボルビング払い専用であるが、Loppiで随時返済することが可能である。順次ローソンパスVISA（≪セゾン≫カード）への切替が進められている。年会費は無料。
ローソンパス（ジュニア）
ローソンパス（ハウス）からクレジット決済機能を省いた種別である。14歳～18歳未満の中高生を対象とし、18歳以上は「ローソンパス（ハウス）」か「ローソンパスVISA」を申込み、クレジット審査が否決された場合に限って発行されてきた。
しかし、2007年にローソンがポイントサービスに重点をおいた「マイローソンポイントカード」の募集を開始したことから、ローソンパスジュニアは、2007年2月末を以て申込受付を終了している。なお、ジュニア会員が高校を卒業しても、自動的にローソンパスVISAなどへの切替は行われない。必要であれば任意で新規申込を行い、カードが発行されたら、クレジットデスクへ電話して“ジュニア”のポイントをローソンパスVISAへ移行する手続きが必要である。
全てのローソンパスカードには、大手クレジットカードには付いている損害保険（海外旅行傷害保険）が付帯されていない。

## 主な機能・サービス

### ローソンでの会員特典
- ローソンパスより後に登場したポイントサービス単体の「マイローソンポイントカード」で実施されている、ローソン店舗でのローソンポイントのサービス（従前よりローソンパスで実施）。
  - レジ会計時にカードか「モバイルローソン会員証」登録済みのおサイフケータイ（iD会員限定）を提示し、お客様番号をスキャンすることで「お買い上げポイント」（100円につき1ポイント）が、会計毎に「来店ポイント」として1ポイント付与される。
  - レジ会計時のポイント利用（1ローソンポイント=1円として消費）。
    - ただし、タバコ・金券・郵便関係・収納代行（公共料金など払込書や、Loppiを通じたクレジット代金やtotoの支払）・Loppiでのチケット類（ローソンチケット、JTB-HTAなどの旅行関係）はお買い上げポイントの付与や、ポイント利用対象外である。（来店ポイントは付与）

  - Loppiの「会員サービス」メニューを通じての、懸賞応募や商品・景品引き換えでのポイント利用。「商品引き換え」は予め店舗掲示などで指定された特定商品を、少ないポイント利用で引き換える事が出来る。「景品引き替え」は、オリジナルグッズやローソン専用クオカードと等価に準じた価値での引き換えが出来る。なお、ローソン専用Quoカードは、5000ポイントで3千円2枚と交換でき、レジでのポイント利用よりも有利である。
- ローソンパス会員限定の割引や、対象商品（「おにぎり屋」など準レギュラー化している商品がある）によってはボーナスポイントの付加といったキャンペーンの実施。（「マイローソンポイント」よりも頻度や商品を多くするなど、差別化している場合が多い。なお、以前はローソンパス<ジュニア>も対象としていたが、最近はマイローソンポイントと同種に扱われ、除外されるケースも目立つ。）
- ローソンチケットでの一部公演のプラチナ先行予約受付（LoppiやローソンチケットのWeb上での専用会員登録を通じて利用可能。ジュニアは対象外。）

### クレジットサービス
- ローソン店舗レジ以外でのクレジットでのショッピング請求額1000円毎に5ローソンポイントの付与。（ローソン店舗レジではお買い上げポイントとの重複付与はない。但し、ローソンパスiDや、ローソンパス以外のクレジットカード・電子決済ではそれぞれのポイントも付与される。）
- クレジット≪プレミアム≫エントリー - 継続的に行われているキャンペーンであり、半年間のクレジットでのショッピング利用額が20万円を越えると、金額に応じて0.5%～1%のボーナスポイントが付与される。但し、支払い遅延があると付与されない。また、Edyチャージ利用金額はカウントされない。
- ETCカードの発行

### キャッシング・融資
- カードキャッシング - キャッシング利用枠が設定されている場合、ローソン（一部店舗を除く）に設置された「ローソンATM」（管理銀行か三菱UFJ銀行経由の利用）をはじめ、≪セゾン≫カードが扱える各金融機関のATMでキャッシングの利用ができる。ローソンパスVISAでは、海外のPLUS提携ATMでも利用可能。Loppiでの「会員サービス」または「クレジットのお支払い」機能からの収納代行で、随時返済（一部・全額）できる。
- 証書貸付 - ローソンCS時代に「ローソンパスの証書ローン」「まねーじローン」の名称で、10万円から300万円までの貸付範囲で募集していたが、セゾン合併後は、既存のセゾンカード会員向けの「≪セゾン≫メンバーズローン」が提供されている。

### ローソンパスiD
ローソンとNTTドコモとの提携により、2007年より全店でFelicaを用いた「電子決済」としてiDの取扱いを開始した。それに伴い、同年5月頃よりローソンパスVISAの追加サービスとしてケータイ型の「ローソンパスiD」サービスが、≪セゾン≫カードより先だって開始された。

### ポイント交換
JALマイレージ以外は、マイローソンポイントでも可能。
相互交換可能
- 楽天スーパーポイント
- JALマイレージバンク - JMBローソンパスVISAのみ

移行のみ
- ネットマイルのポイント
- りそなグループのポイントサービスからの移行
  - りそなクラブ
  - 埼玉りそなクラブ
  - 近畿大阪クラブ

## 脚註
1. ↑  “「クレジットカード事業会社」設立について” (PDF). 2008年9月14日閲覧。
2. ↑  “当社連結子会社の吸収合併に関するお知らせ” (PDF). 2008年9月14日閲覧。